# Editorial Pòrtic
Editorial Pòrtic és una editorial fundada a Barcelona el 1963 per Josep Fornas i Martínez, amb la col·laboració inicial de Rafael Tasis i Marca. De 1986 a 1991 la directora fou Carme Casas i Mas, i de 1991 a 1998 Jordi Úbeda i Bauló. El 1996 l'editorial fou adquirida per Gran Enciclopèdia Catalana, bé que conservà la marca i els fons propis com a secció diferenciada. El seu editor actual és Josep Lluch.
A partir de 1998 va reestructurar les seves col·leccions tot especialitzant-se en llibres de caràcter pràctic i divulgatiu (guies, cuina, manuals, etc.) i en obres d'ús universitari (Biblioteca Universitària, Biblioteca Oberta, Monografies). El responsable de la direcció editorial a partir d'aquell moment va ser Francesc Boada.
Actualment l'editorial ha passat a formar part del Grup 62 tot i que continua mantenint la seva pròpia línia editorial com en temps passats. L'abril de 2008, Isidor Cònsul assumí la direcció del segell, al qual li volgué donar una nova empenta amb la creació de noves col·leccions.
Segons va declarar l'editor, el qual també fou el responsable de Proa, l'objectiu del segell és convertir-se en una porta d'entrada a la realitat de Catalunya, de manera que s'obririen dues noves col·leccions: 'Història nacional', dedicada a la divulgació històrica i 'Testimonis', dedicada a biografiar personatges, alguns molt coneguts però d'altres oblidats. La nova etapa de Pòrtic formava part, segons Fèlix Riera, director editorial del Grup 62, d'una renovació més àmplia en l'àmbit de l'assaig per part d'aquest grup editorial.

## Col·leccions

### Divulgació històrica - Col·lecció Història nacional
Els responsables del Grup 62 han detectat l'interès dels lectors per la història. 'Història nacional' neix amb la voluntat de cobrir aquest espai, des d'una intenció divulgativa, però sense perdre el rigor, a través de la participació d'historiadors de referència. Els llibres d'aquesta col·lecció tenen al voltant de 150 planes, incorporen fotografies i inclouen, al final, unes rutes de turisme cultural, al voltant del tema tractat.
Els primers títols: 'La Guerra Civil a Catalunya', explicada per l'historiador Josep Termes, a partir de les preguntes d'Arnau Cònsul (director de la col·lecció); i 'La guerra de successió', explicada per Joaquim Albareda, a partir de les preguntes del periodista Joan Esculies. No tots els títols mantindran el format d'entrevista. El següent, 'La Guerra del francès (1808-1814), és escrit per l'historiador Josep Fontana. Altres temes que es tractaran seran els maquis (per Antoni Segura i Queralt Solé i Barjau), els fets d'Octubre (Jaume Bofarull), el Compromís de Casp…

### Biografies - Col·lecció Testimonis
La col·lecció 'Testimonis' s'estrena amb dues biografies: la del periodista Josep M. Planes, escrita per Jordi Finestres, i la de Roc Boronat, el republicà que fou la mà dreta de Francesc Macià durant els fets de Prats de Molló i que va crear el Sindicat de Cecs de Catalunya. Jordi Amat i Betsabè Garcia en són els autors. Els editors també han avançat una futura biografia de Joan Garcia Oliver, així com de Verdaguer i de Ramon Llull.

### Col·leccions ja existents
Pòrtic també vol revitalitzar les col·leccions ja existents. En aquest sentit, ha fet una aposta per la col·lecció 'Visions', amb dos títols complementaris: 'Nosaltres els catalans', on el periodista Víctor Alexandre entrevista a una vintena de personatges que viuen a Catalunya, i que provenen dels cinc continents. L'altre és 'Catalunya: Estat de la nació'. Coordinat per Carles Lladó, aporta l'anàlisi de vint-i-vuit personatges actius en diversos àmbits de la societat.
Entre les col·leccions editades per Pòrtic podem destacar:
- Memòries", (1963-1886) i Vides i Memòries, (1989), amb biografies i memòries.
- Llibre de Butxaca (1969), El Brot (1986), Els Maleïts (1988-1990), i La Bogeria (1988-1991), de narrativa.
- El Blat Tendre (1983-1986), El Brot Jove (1987), Pòrtic Aventures (1987-1989), de literatura juvenil.
- La Piga (1988), de literatura eròtica.